# Cipacing (Pagerageung)
Cipacing is een bestuurslaag in het regentschap Tasikmalaya van de provincie West-Java, Indonesië. Cipacing telt 5038 inwoners (volkstelling 2010).